# العناقبةالسفلى (حزم العدين)

تعديل مصدري - تعديل

العناقبة السفلى محلة تابعة لقرية الرياسي، التابعة لعزلة حقين بمديرية حزم العدين إحدى مديريات محافظة إب في الجمهورية اليمنية، بلغ تعداد سكانها 56 حسب تعداد اليمن لعام 2004.